# Алотене (платформа)
Ало́тене (латыш. Alotene) — остановочный пункт в Клинтайнской волости Плявиньского края, на железнодорожной линии Рига — Крустпилс.

## История
Остановочный пункт Клинтене в 106 км от Риги открыт в 1930 году. В 1942 году Клинтене был уже разъездом на 101 километре линии, в том же году переименован в Алотене. На картах 1944 года между Кокнесе и Плявиняс обозначена станция Grütershof (без указания километража). В атласе 1948 года разъезд отмечен на 104 км линии. Также известно, что электрическое освещение в здании станции, двух казармах, на двух стрелочных постах, на перроне и железнодорожном переезде появилось лишь в 1963 году. В 2014 году разъезд Алотене переоборудован в остановочный пункт на 102 км линии Рига — Крустпилс, и является последней станцией Рижского участка эксплуатации в направлении Даугавпилса.